# Acarophenacidae
Acarophenacidae är en familj av spindeldjur. Acarophenacidae ingår i ordningen kvalster, klassen spindeldjur, fylumet leddjur och riket djur.
Familjen innehåller bara släktet Aethiophenax.